# Pleasant Hill (Louisiana)
Pleasant Hill ist eine Ortschaft im Sabine Parish im US-amerikanischen Bundesstaat Louisiana. Auf einer Fläche von etwa vier Quadratkilometern leben 617 Menschen (Stand: Volkszählung 2020).
Pleasant Hill ist Teil der sozioökonomischen Region Ark-La-Tex, die Teile der vier Bundesstaaten Arkansas, Louisiana, Oklahoma und Texas umfasst.

## Geographie
Pleasant Hill liegt im Nordwesten des Bundesstaates Louisiana, etwa 30 Kilometer entfernt von der westlichen Grenze zu Texas und 140 Kilometer von der nördlichen Grenze zu Arkansas. Die Stadt liegt etwa mittig zwischen dem Sabine National Forest im Westen und einem der längsten Flüsse der Welt, dem Red River, im Osten sowie nahe der Grenze zwischen dem Sabine und dem De Soto Parish.
Nahegelegene Städte sind unter anderem Converse (17 km westlich), Zwolle (22 m südwestlich), Many (25 km südlich), Coushatta (26 km nordöstlich), Mansfield (28 km nordwestlich) und Natchitoches (42 km südwestlich). Die nächstgelegene größere Stadt mit annähernd 200.000 Einwohnern ist Shreveport, etwa 90 Kilometer nördlich gelegen.

## Geschichte
1844 sah sich John Jordan aus Pleasant Valley in Alabama nach einer neuen Heimat um und wurde im südlichsten Teil des De Soto Parish fündig. Schnell folgten ihm Freunde und Verwandte, sodass bereits 1850 eine Ortschaft entstand. Wegen der örtlichen Baumwollgewinnung stieg der Wohlstand der ansässigen Familien schnell an. Es wurde eine Mädchenschule errichtet, ebenso wie ein Postamt, ein Hotel und zwei Methodistische Kirchen.

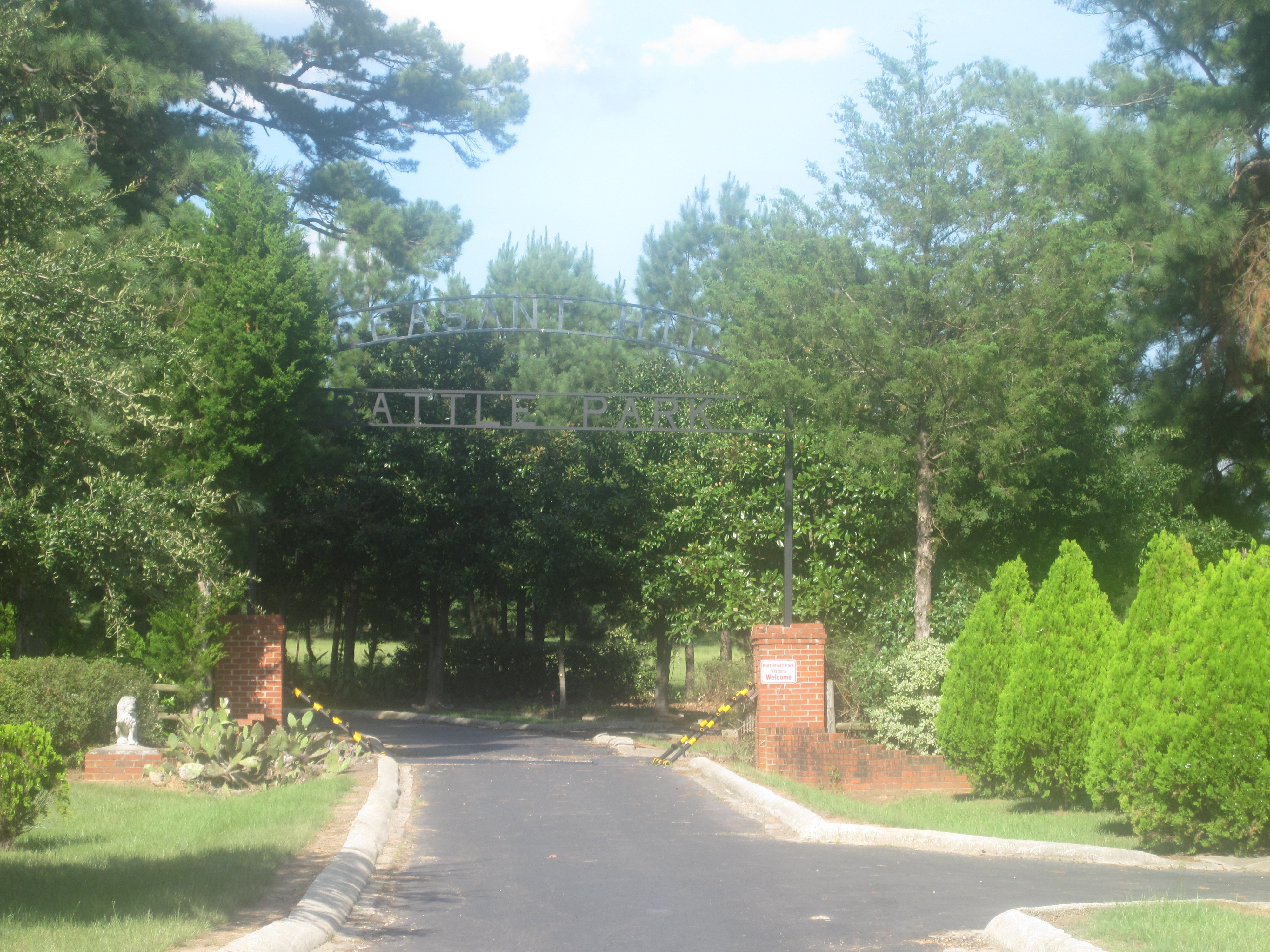
Der Eingang zum Pleasant Hill Battle Park, dem Ort der Schlacht bei Pleasant Hill

Am bekanntesten wurde die Stadt durch die Schlacht bei Pleasant Hill, die als blutigste der Auseinandersetzungen des Amerikanischen Bürgerkrieges westlich des Mississippi River gilt. Am 19. April 1864 trafen hier etwa 25.500 Soldaten der Unionstruppen und der Konföderierten aufeinander, etwa 3000 Soldaten wurden getötet. Darüber hinaus wurden örtliche Geschäfte geplündert oder zerstört und Wohnhäuser besetzt. Nach der Schlacht wurden das Schulgebäude sowie diverse Wohnhäuser als Krankenhäuser verwendet, um verletzte Soldaten zu versorgen.
1881 begann der Ausbau der Eisenbahntrassen. Dies bedeutete einen großen Wandel in der Geschichte der Stadt; da keine Eisenbahntrasse in die unmittelbare Nähe der Stadt gebaut wurde, wurden Häuser im Stadtgebiet aufgegeben und die Familien und Unternehmen siedelten sich entlang der Eisenbahntrasse an. Die neue Stadt entstand zwei Meilen entfernt vom alten Ortskern und lag nun im Sabine Parish. 1893 eingemeindet, wurde sie zunächst Sodus genannt, unter den Einwohnern, die größtenteils aus der alten Stadt hierhergezogen waren, blieb jedoch Pleasant Hill geläufig. 1922 entschieden die Bahnbeauftragten, die Stadt wieder Pleasant Hill zu nennen.

## Demographie
Die Volkszählung 2000 ergab eine Einwohnerzahl von 786 Menschen, verteilt auf 293 Haushalte und 200 Familien. Die Bevölkerungsdichte betrug fast 195 Menschen pro Quadratkilometer. 58,8 % der Bevölkerung waren Weiße, 35,1 % Schwarze, 3,2 % Indianer, 1,9 % Hispanics oder Lateinamerikaner und 0,1 % Asiaten. 2,8 % hatten zwei oder mehr Ethnizitäten. Das Durchschnittsalter lag bei 35 Jahren, das Pro-Kopf-Einkommen betrug über 13.000 US-Dollar, womit mehr als 30 % der Bevölkerung unterhalb der Armutsgrenze lebte.
Bis zur Volkszählung 2010 sank die Bevölkerungszahl auf 723.

## Verkehr
Vom Westen in den Osten der Stadt verläuft der Louisiana Highway 174, der im Westen nahe der texanischen Grenze und im Osten am Louisiana Highway 1 endet. Er wird in der Stadt Mitte vom nord-südlich verlaufenden Louisiana Highway 175 gekreuzt, der im Norden unter anderem nach Mansfield führt und um Louisiana Highway 1 aufgeht und im Süden nahe Many im U.S. Highway 171 aufgeht.
Etwa 14 Kilometer nordöstlich der Stadt verläuft der Interstate 49.

## Persönlichkeiten
- Oscar K. Allen, Politiker und vier Jahre lang Gouverneur Louisianas, unterrichtete etwa ein Jahrzehnt an einer Schule in Pleasant Hill.